# Augustus Henry Tulk
Augustus Henry Tulk, né en 1810 à Richmond (borough de Londres) et mort le 1er septembre 1873 à St Kilda (quartier de Melbourne), fut le premier bibliothécaire de la Bibliothèque d'État du Victoria, qui se trouve à Melbourne en Australie. Il plaida aussi pour la création dans cet État d'un musée d'art. 

## Biographie
Tulk est né à Richmond, Surrey, Angleterre. Son père, Charles Augustus Tulk, propriétaire à Leicester Square et swedenborgien, représenta à la Chambre des communes britannique Sudbury, puis Poole. Augustus Henry Tulk reçut une solide éducation classique au Winchester College. Puis il alla étudier en Europe, en particulier à Heidelberg en Allemagne, ce qui lui permit de maîtriser l'allemand, le français, le russe et l'italien. Comme beaucoup de jeunes Anglais de sa classe et de son époque, il suivit ces études sans but professionnel et sans vocation. Il se maria en 1838 avec Jane Augusta Browne à Newcastle upon Tyne.
À cause de problèmes de santé, on lui conseilla un climat chaud et sec. Il décida d'émigrer en Australie, et pour cela il acheta la goëlette Guyon, y embarqua femme et enfants, et fit la traversée Londres Melbourne en six mois. Après quelques essais malheureux dans le commerce, il apprit la création d'une bibliothèque publique à Melbourne. Il posa sa candidature, et fut choisi sur une liste de quarante-huit candidats. Il prit ses fonctions le 5 mai 1856 au salaire de 600 £.
Il laissa après lui une collection forte de 80 000 volumes, ainsi qu'un système relativement évolué de classification des livres, basé sur leur contenu. Il refusa des offres d'emploi émanant d'autres bibliothèques de Sydney et même de l'étranger, restant fidèle à la bibliothèque qui l'avait engagé la première. Linguiste éminent, Tulk continua à s'instruire, ajoutant à son domaine de connaissance le fidjien et les langues aborigènes australiennes.
Vers la fin de sa vie, il souffrit du diabète, et le 1er septembre 1873, à 63 ans, il décéda dans sa maison de St Kilda. Il fut inhumé au cimetière de Carlton. Son portrait réalisé par Philip Lindo se trouve dans la bibliothèque d'État du Victoria.